# Eupithecia physocleora
Eupithecia physocleora är en fjärilsart som beskrevs av Louis Beethoven Prout 1922. Eupithecia physocleora ingår i släktet Eupithecia och familjen mätare. Inga underarter finns listade i Catalogue of Life.